# Vistabella (ort)
Vistabella är en ort i Spanien.   Den ligger i provinsen Província de Tarragona och regionen Katalonien, i den östra delen av landet, 400 km öster om huvudstaden Madrid. Vistabella ligger 143 meter över havet och antalet invånare är 165.
Terrängen runt Vistabella är lite kuperad, och sluttar söderut. Runt Vistabella är det mycket tätbefolkat, med 1 056 invånare per kvadratkilometer. Närmaste större samhälle är Tarragonès, 10,4 km söder om Vistabella. 